# William Henry White
Sir William Henry White, KCB, FRS (ur. 2 lutego 1845 w Devonport, zm. 27 lutego 1913 w Londynie) – brytyjski architekt okrętowy, naczelny konstruktor brytyjskiej Admiralicji, jeden z najwybitniejszych twórców okrętów wojennych końca XIX w.

## Życiorys
Początkowo pracował jako czeladnik w dokach w Devonport, skąd został wysłany do Royal Academy of Naval Architecture w South Kensington. Po jej ukończeniu rozpoczął pracę w biurze konstrukcyjnym Admiralicji, m.in. uczestnicząc w projektowaniu pierwszych nowoczesnych krążowników brytyjskich: w pełni stalowych, pancernopokładowych  „Iris” i „Mercury”, a następnie – typu Mersey. W 1872 został sekretarzem Biura Konstrukcyjnego Admiralicji, dwa lata później – zastępcą konstruktora, w 1881 – głównym konstruktorem (Chief Constructor).
Zachęcony wysokim uposażeniem, przeniósł się do zakładów Armstronga w Elswick, gdzie pomagał rozbudowywać stocznię (zorganizował dział budowy dużych okrętów pancernych). Dla Armstronga zaprojektował takie okręty jak krążowniki „Naniwa”, „Takachiho” (a także zbudowany w Yokosuce „Akitsushima”) dla Japonii, „Dogali” dla Włoch, czy „Panther” i „Leopard”dla Austro-Węgier. 
W 1885 wrócił do biura konstrukcyjnego Admiralicji, mimo niższej pensji, i pozostał tam przez 17 lat, dochodząc do stanowiska Dyrektora Konstrukcji Okrętowych (Director of Naval Construction), budując serie krążowników pancernopokładowych, pierwsze brytyjskie krążowniki pancerne, oraz przeddrednoty. Dla Admiralicji zaprojektował m.in. pancerniki HMS „Renown” i „Nile”, czy krążowniki typu Pelorus, jak HMS „Pomone”. Łącznie był odpowiedzialny za budowę ponad 200 okrętów. 7 czerwca 1888 został przyjęty do Royal Society. W uznaniu zasług został w 1895 komandorem Orderu Łaźni.
Należał do Institution of Civil Engineers, rady Institution of Naval Architects; był członkiem Royal United Service Institution i członkiem honorowym NE Coast Institution of Engineers & Ship Builders. W latach 1871–73 wykładał w Akademii w South Kensington, a następnie, do 1881, w Royal Naval College. Był autorem wielu artykułów i książek na temat budowy okrętów. Royal Navy College przyjął jego Manual of Naval Architecture (Podręcznik architektury okrętowej) jako podręcznik; podobnie uczyniły (po przetłumaczeniu) floty niemiecka i włoska. Jego dociekania teoretyczne i praktyczne koncentrowały się na zagadnieniach stabilności okrętów (m.in. metacentrycznej) i wytrzymałości strukturalnej, zwłaszcza podczas pracy na fali. Wiedza tak zdobyta posłużyła mu do stworzenia wielu nowatorskich i bardzo szybkich jednostek.